# Thinodytes clypeatus
Thinodytes clypeatus är en stekelart som först beskrevs av Girault 1918.  Thinodytes clypeatus ingår i släktet Thinodytes och familjen puppglanssteklar. Inga underarter finns listade i Catalogue of Life.